# 大全叶山芹
大全叶山芹（学名：Angelica maximowiczii var. australe）是伞形科当归属全叶山芹的变种。分布于俄罗斯、朝鲜、日本以及中国大陆的黑龙江、吉林等地，目前尚未由人工引种栽培。